# Anthony Recker
Anthony Vito Recker, född den 29 augusti 1983 i Allentown i Pennsylvania, är en amerikansk professionell basebollspelare som är under kontrakt med Arizona Diamondbacks i Major League Baseball (MLB). Recker är catcher.

## Karriär
Recker debuterade i MLB i slutet av 2011 års säsong för Oakland Athletics efter nästan sju år i farmarligorna (Minor League Baseball). Ett år senare, efter att bara ha fått spela 18 matcher för Oakland, byttes han bort till Chicago Cubs, där han spelade nio matcher.
Efter 2012 års säsong köptes han av New York Mets, där han under de tre följande säsongerna var klubbens andra catcher och spelade 140 matcher. Inför 2016 års säsong skrev han på för Cleveland Indians, men fick bara spela för Clevelands högsta farmarklubb Columbus Clippers. I maj såldes han till Atlanta Braves, där han under resten av säsongen spelade 33 matcher. Efter bara sex matcher för Atlanta 2017 byttes han bort till Minnesota Twins i juli, men fick efter det bara spela för Minnesotas högsta farmarklubb Rochester Red Wings. Inför 2018 års säsong skrev han på ett minor league-kontrakt med Arizona Diamondbacks.